# Liste der Baudenkmale in Falkenberg/Elster
In der Liste der Baudenkmale in Falkenberg/Elster sind alle Baudenkmale der brandenburgischen Gemeinde Falkenberg/Elster und ihrer Ortsteile aufgelistet. Grundlage ist die Veröffentlichung der Landesdenkmalliste mit dem Stand vom 31. Dezember 2023. Die Bodendenkmale sind in der Liste der Bodendenkmale in Falkenberg/Elster aufgeführt.

## Legende
In den Spalten befinden sich folgende Informationen:
- ID-Nr.: Die Nummer wird vom Brandenburgischen Landesamt für Denkmalpflege vergeben. Ein Link hinter der Nummer führt zum Eintrag über das Denkmal in der Denkmaldatenbank. In dieser Spalte kann sich zusätzlich das Wort Wikidata befinden, der entsprechende Link führt zu Angaben zu diesem Denkmal bei Wikidata.
- Lage: die Adresse des Denkmales und die geographischen Koordinaten. Link zu einem Kartenansichtstool, um Koordinaten zu setzen. In der Kartenansicht sind Denkmale ohne Koordinaten mit einem roten beziehungsweise orangen Marker dargestellt und können in der Karte gesetzt werden. Denkmale ohne Bild sind mit einem blauen bzw. roten Marker gekennzeichnet, Denkmale mit Bild mit einem grünen beziehungsweise orangen Marker.
- Bezeichnung: Bezeichnung in den offiziellen Listen des Brandenburgischen Landesamtes für Denkmalpflege. Ein Link hinter der Bezeichnung führt zum Wikipedia-Artikel über das Denkmal.
- Beschreibung: die Beschreibung des Denkmales
- Bild: ein Bild des Denkmales und gegebenenfalls einen Link zu weiteren Fotos des Baudenkmals im Medienarchiv Wikimedia Commons

## Allgemein
| ID-Nr.   | Lage                     | Bezeichnung                                                                  | Beschreibung | Bild                                                                         |
| -------- | ------------------------ | ---------------------------------------------------------------------------- | --- | ---------------------------------------------------------------------------- |
| 09135510 | Falkenberg/Elster (Lage) | Satzung zum Schutz des Denkmalbereichs der Eisenbahnersiedlung in Falkenberg | Die Siedlung liegt westlich des Bahnhofs im Bereich um die Heinrich-Zille-Straße, Ludwig-Jahn-Straße und Friedrich-Engels-Straße. Die Siedlung wurde 1897 von der „Baugenossenschaft für die Beamten und Arbeiter der Staatseisenbahnverwaltung zu Falkenberg“ erbaut. Falkenberg war damals ein Eisenbahnknoten und für die Beamten wurden Wohnungen benötigt. | Satzung zum Schutz des Denkmalbereichs der Eisenbahnersiedlung in Falkenberg |

## Baudenkmale in den Ortsteilen

### Beyern
| ID-Nr.   | Lage                  | Bezeichnung                                | Beschreibung | Bild           |
| -------- | --------------------- | ------------------------------------------ | --- | -------------- |
| 09135141 | (Lage)                | Dorfkirche                                 | Die evangelische Kirche stammt im Ursprung aus dem 13. Jahrhundert. Von der ursprünglichen Kirche sind nur noch Teile der Außenmauern erhalten. In den Jahren 1867 bis 1869 wurde sie massiv umgebaut. Die Ausstattung im Inneren ist ebenfalls aus dieser Zeit.                                                                          | weitere Bilder |
| 09135035 | Hauptstraße 31 (Lage) | Pfarrhaus (heute kirchliches Rüstzeitheim) | Das Haus wurde 1937 im ehemaligen Pfarrgarten erbaut. Es ist ein giebelständiges zweigeschossiges Haus mit einem Walmdach. Das Walmdach hat an der Längsseite Fledermausgaube. Im Soclegeschoss befindet sich ein Luftschutzkeller mit Luftschleuse. Hier wird deutlich das 1937 bereits für einen Krieg Vorbereitungen getroffen wurden. | weitere Bilder |

### Falkenberg/Elster
| ID-Nr.                           | Lage                                                   | Bezeichnung | Beschreibung | Bild                                                                                        |
| -------------------------------- | ------------------------------------------------------ | --- | --- | ------------------------------------------------------------------------------------------- |
| 09135149                         | Bahnhofstraße, Am oberen Güterbahnhof (Lage)           | Turmbahnhof, bestehend aus, Wasserstationsgebäude, Stellwerk „B 20“ mit Technik, Bahnsteigüberdachung Bahnsteig 1, 2, 3 sowie Überdachung des Treppenauf- und -abgangs Bahnsteig 1, 4/5, Absperrung des Treppenauf- und -abgangs Bahnsteige 2/3, Kiosk auf den Bahnsteigen 2/3 und Schrankenposten 4a (Unterer Bahnhof) sowie Wasserturm und Wasserkran, Stellwerk „B 3“ mit Technik und gegenüberstehender Trafoturm (Oberer Bahnhof) | Der Bahnhof wurde 1848 mit der Bahnstrecke Jüterbog–Röderau eröffnet. Neben dem ersten Bahnhofsgebäude (durch Umbauten stark verändert und nicht auf der Denkmalliste) ist aus jener Zeit die denkmalgeschützte Wasserstation erhalten. Mit dem Bau der Bahnstrecke Halle–Cottbus 1871/72 erhielt Falkenberg seine charakteristische Gestalt als Turmbahnhof. Das in den 1880er Jahren gebaute zweite Empfangsgebäude wurde 1945 zerstört. Nach 1900 entstanden ausgedehnte Rangierbahnhofsanlagen. Ein Stellwerk, Wasserturm und Wasserkran im oberen Rangierbahnhof östlich des Personenbahnhofs zählen zum Denkmalschutzbestand. Im unteren Teil des Bahnhofs stehen das Stellwerk W20 aus den 1930er Jahren, die Bahnsteigüberdachungen und Tunnelzugänge aus den 1950er Jahren sowie ein Kiosk aus den 1960er oder 1970er Jahren sowie ein Schrankenwärterhaus (Klinkerbau von ca. 1890 mit Satteldach) unter Denkmalschutz. | weitere Bilder                                                                              |
| 09136199 Teilobjekt zu: 09135149 | gleisseitig, hinter Bahnhofstraße 12 (Lage)            | Schrankenwärterhaus | Das eingeschossige Häuschen wird auf die Zeit um 1890 datiert. | Schrankenwärterhaus                                                                         |
| 09136200 Teilobjekt zu: 09135149 | Bahnhofstraße 10, gleisseite hinter dem Gebäude (Lage) | Wasserstationsgebäude | Das Wasserstationsgebäude entstand Ende der 1840er Jahre mit dem ersten Falkenberger Bahnhof. Die Denkmalliste gibt als Hausnummer Bahnhofstraße 14 an. | Wasserstationsgebäude                                                                       |
| 09136201 Teilobjekt zu: 09135149 | unterer Bahnhof, gegenüber der Wasserstation (Lage)    | Stellwerk | Der zweigeschossiger Klinkerbau des Stellwerkes B20 wird auf die Zeit um 1930 datiert. | Stellwerk                                                                                   |
| 09136202 Teilobjekt zu: 09135149 | unterer Bahnhof, Bahnsteig 1 und 2/3 (Lage)            | Bahnsteigüberdachung | datiert auf die Zeit um 1950 | Bahnsteigüberdachung                                                                        |
| 09136203 Teilobjekt zu: 09135149 | unterer Bahnhof, Bahnsteig 1 (Lage)                    | Bahnsteigaufgangsüberdachung | datiert auf 1950/60 | Bahnsteigaufgangsüberdachung                                                                |
| 09136204 Teilobjekt zu: 09135149 | unterer Bahnhof, Bahnsteig 2/3 (Lage)                  | Kiosk | eingeschossiger Bau mit Flachdach, datiert auf 1960/70. | Kiosk                                                                                       |
| 09136205 Teilobjekt zu: 09135149 | unterer Bahnhof, Bahnsteig 4/5 (Lage)                  | Bahnsteigaufgangsüberdachung | datiert auf 1950/60 | Bahnsteigaufgangsüberdachung                                                                |
| 09136206 Teilobjekt zu: 09135149 | oberer Bahnhof, Bahnsteig 7+8 (Lage)                   | Wartehalle & Kiosk | Der 1920/30 entstandene eingeschossige Bau wurde 2006/12 abgerissen. | BW                                                                                          |
| 09136207 Teilobjekt zu: 09135149 | Am Oberen Güterbahnhof (Lage)                          | Wasserturm | datiert auf 1902 | BW                                                                                          |
| 09136208 Teilobjekt zu: 09135149 | Am Oberen Güterbahnhof (Lage)                          | Wasserkran | Der Wasserkran steht auf dem oberen Güterbahnhof neben dem Ringlokschuppen, er entstand 1902. | BW                                                                                          |
| 09136209 Teilobjekt zu: 09135149 | Am Oberen Güterbahnhof (Lage)                          | Stellwerk B3 | Reiterstellwerk von 1908 | Stellwerk B3                                                                                |
| 09136210 Teilobjekt zu: 09135149 | Am Oberen Güterbahnhof ()                              | Trafostation | Ziegelbau mit Walmdach, entstanden 1908/1920/1930 | ein Bild hochladen                                                                          |
| 09136472                         | Bahnhofstraße (Lage)                                   | Transformatorenstation | | Transformatorenstation                                                                      |
| 09135772                         | Bahnhofstraße 12 (Lage)                                | Bahnmeisterei (heute Wohnhaus) | Das heutige Wohnhaus wurde 1880/1890 erbaut, hier befand sich die Bahnmeisterei. Das Haus ist ein dreigeschossiger, gelber Ziegelbau mit einem Satteldach. Die Fassade ist durch rote Ziegelbänder strukturiert. Der Eingangsvorbau an der Straßenseite wurde nachträglich hinzugefügt. Vor dem Eingang an der Südseite befindet sich eine Freitreppe. | Bahnmeisterei (heute Wohnhaus)                                                              |
| 09135287                         | Friedrich-List-Straße 8 (Lage)                         | Wohnhaus | Das Wohnhaus wurde im Jahre 1876 erbaut. Es ist ein zweigeschossiges, giebelständiges Haus mit einem Satteldach und einem Drempel. Aus dem Satteldach ragt ein Treppenturm. Die Fassade ist nur im Erdgeschoss gegliedert. Die Ecken werden durch Pilaster betont. | Wohnhaus                                                                                    |
| 09135809 Wikidata                | Hufen 6 (Lage)                                         | Katholische Allerheiligen-Kirche | Die Kirche wurde 1934 im Stil der gemäßigten Moderne erbaut, sie ersetzte einen Bau aus dem Jahr 1908. Es ist ein Saalbau mit einem Querturm und einem Satteldach. Die Orgel wurde 1965 von der Mitteldeutschen Orgelbauanstalt Voigt aus Liebenwerda errichtet. | weitere Bilder                                                                              |
| 09135146                         | Liebenwerdaer Straße (Lage)                            | Wasserturm | Der Wasserturm wurde 1928 im Stil des Expressionismus erbaut. Der Wasserturm hat einen achteckigen Grundriss und wurde aus Ziegeln errichtet, der Turmschaft ist gerade. Das Dach ist ein flaches Walmdach. | Wasserturm                                                                                  |
| 09135712                         | Ludwig-Jahn-Straße 1 (Lage)                            | Turnhalle | Die Turnhalle in der Ludwig-Jahn-Straße stammt aus dem Jahr 1929, sie befindet sich direkt an der Astrid-Lindgren-Schule. Es ist ein Putzbau mit einem Walmdach. Die Turnhalle besteht aus der eigentlichen Turnhalle und einem Eingangsbereich im Süden der Halle. Dieser Eingangsbereich ist zweigeschossig und hat ein eigenes Walmdach. Vor dem Eingang befindet sich eine Freitreppe mit Steinwänden, auf denen Kugeln liegen. | Turnhalle                                                                                   |
| 09135506                         | Ludwig-Jahn-Straße (Lage)                              | Ehrenmal für die Gefallenen des Ersten Weltkriegs, vor der Jesus-Christus-Kirche | Das Kriegerdenkmal wurde 1925 errichtet. Es gedenkt an die Gefallenen des Ersten Weltkrieges. Es wurde nach einem Model des Professors Gottloeber ausgeführt. An dem Sandsteinpostament befinden sich auf der Nordseite fünf Tafeln mit den Namen der Gefallenen. Auf diesem Postament liegt ein unbekleideter Mann mit einem zerbrochenen Schwert, darüber ein Kind mit einem Löwen. | Ehrenmal für die Gefallenen des Ersten Weltkriegs, vor der Jesus-Christus-Kirche            |
| 09135144                         | Ludwig-Jahn-Straße 5 (Lage)                            | Jesus-Christus-Kirche | Die evangelische Kirche wurde von 1912 bis 1913 erbaut. Es ist ein Putzbau mit einem kreuzförmigen Grundriss. Der Innenraum ist im Jugendstil gehalten. Im Tonnengewölbe befinden sich Medaillons. Auf der Ostseite befindet sich die Patronatsloge der Familie von Schaper. Der Chor bildet eine geschwungene Wand mit Darstellung des Apostels Paulus und der vier Evangelisten. Darüber befindet sich die Orgelempore mit der Orgel aus dem Jahr 1913 von dem Orgelbauer Arno Voigt aus Liebenwerda. In der Kirche befindet sich ein Teil eines Retabels aus der Zeit um 1470/1480 aus Holz, diese stammt aus der 1919 abgebrochenen Dorfkirche Falkenbergs. | weitere Bilder                                                                              |
| 09135866 Teilobjekt zu: 09135144 | Ludwig-Jahn-Straße 5 ()                                | Glocke | | ein Bild hochladen                                                                          |
| 09135150                         | Schwarzer Weg (Lage)                                   | Dampflok der Baureihe 52 sowie zwei Wasserkräne, auf der Nordseite des Bahnbetriebsgeländes | Die Dampflok wurde 1943 mit der Bezeichnung 52 5679 hergestellt. Erbauer war die Firma Schichau AG, Elbing in Ostpreußen. Von diesem Typ Lok wurden 7790 Exemplare erbaut, sie wurde auch Kriegslokomotive genannt. Die Dampflokomotive befindet sich auf der Nordseite des Betriebsgeländes. | Dampflok der Baureihe 52 sowie zwei Wasserkräne, auf der Nordseite des Bahnbetriebsgeländes |
| 09135963 Teilobjekt zu: 09135150 | Schwarzer Weg ()                                       | Wasserkran | Der Wasserkran stammt aus der Zeit um 1880. | Wasserkran                                                                                  |
| 09135964 Teilobjekt zu: 09135150 | Schwarzer Weg ()                                       | Wasserkran | Der Wasserkran steht neben der Denkmallok. Er wurde 1942 von der firma Krausewerk in Neusalz/Oder gebaut. | Wasserkran                                                                                  |
| 09135145                         | Von-Schönberg-Gasse (Lage)                             | Parkanlage (ehemaliger Gutspark) einschließlich Eiskeller und Parkzugang mit Portal | Das Portal war der Eingang zum ehemaligen Wirtschaftshof mit dem Gutshaus. Es wurde in der zweiten Hälfte des 19. Jahrhunderts erbaut. Rechts und links befanden sich ursprünglich Ställe. Vom Portal führt eine Lindenallee zum Park. Der Park hat eine Größe von etwa 4,8 Hektar. Wahrscheinlich 1846 wurde der Park angelegt, davor war es wohl nur ein Obstgarten. 1962 wurde der Park von der Stadt Falkenberg zu einem Stadtpark umgewandelt. Der Eiskeller im Park im Stil der Neugotik ist wohl älter als der Park. | weitere Bilder                                                                              |
| 09136198 Teilobjekt zu: 09135145 | Von-Schönberg-Gasse (Lage)                             | Portal | | Portal                                                                                      |

Herbert Garbe
Karl Baur
Willy Ermst Schade
Magdalena Müller-Martin
Erika Schewski-Rühling
Paul Brandenburg

### Großrössen
| ID-Nr.                           | Lage                 | Bezeichnung | Beschreibung | Bild           |
| -------------------------------- | -------------------- | ----------- | --- | -------------- |
| 09135159 Wikidata                | Dorfstraße 12 (Lage) | Dorfkirche  | Die Dorfkirche Großrössen wurde um 1500 als Saalkirche mit dreiseitigem Ostabschluss aus Raseneisenstein und Backstein erbaut. Im 17. und 18. Jahrhundert erfolgten Veränderungen an den Fenstern und die Errichtung des westlichen Dachturms mit Laterne, im 19. Jahrhundert wurden die Außenwände verputzt. | weitere Bilder |
| 09135870 Teilobjekt zu: 09135159 | Dorfstraße 12 (Lage) | Glocke      | Die Glocke wurde um 1500 gegossen. | BW             |

### Kleinrössen
| ID-Nr.                           | Lage                 | Bezeichnung | Beschreibung | Bild           |
| -------------------------------- | -------------------- | ----------- | --- | -------------- |
| 09135200                         | (Lage)               | Dorfkirche  | Die Dorfkirche Kleinrössen ist ein gegen Ende des 18. Jahrhunderts errichteter Ziegelfachwerkbau mit dreiseitigem Ostabschluss und verbrettertem Westturm. | weitere Bilder |
| 09135871 Teilobjekt zu: 09135200 | (Lage)               | Glocke      | | BW             |
| 09136056                         | Kleinrössen 6 (Lage) | Wohnhaus    | | Wohnhaus       |
| 09135824                         | Dorfstraße 13 (Lage) | Pfarrhaus   | Das in der zweiten Hälfte des 18. Jahrhunderts erbaute Pfarrhaus Kleinrössen ist ein zweigeschossiger giebelständiger Fachwerkbau mit Krüppelwalmdach.     | Pfarrhaus      |

### Kölsa
| ID-Nr.                           | Lage                       | Bezeichnung                                                                           | Beschreibung | Bild                                                                                  |
| -------------------------------- | -------------------------- | ------------------------------------------------------------------------------------- | --- | ------------------------------------------------------------------------------------- |
| 09135203                         | Hauptstraße (Lage)         | Dorfkirche                                                                            | Die evangelische Kirche wurde Mitte des 19. Jahrhunderts errichtet, eine Inschrift deutet auf 1855 hin. Der Turm ist ein Fachwerkturm, die Kirche ist massiv. Der Turm hat eine geschweifte Haube. Die Orgel wurde 1910 errichtet.            | weitere Bilder                                                                        |
| 09135890 Teilobjekt zu: 09135203 | Hauptstraße ()             | Glocke                                                                                | Die Glocke wurde im 14. Jahrhundert gegossen. | ein Bild hochladen                                                                    |
| 09135891 Teilobjekt zu: 09135203 | Hauptstraße ()             | Glocke                                                                                | Die Glocke wurde 1475 gegossen. | ein Bild hochladen                                                                    |
| 09135862 Teilobjekt zu: 09135203 | Hauptstraße ()             | Glocke                                                                                | Die Glocke wurde 1506 vom Glockengießer Peter Zendeler gegossen. | ein Bild hochladen                                                                    |
| 09135765                         | Grassauer Straße 10 (Lage) | Werfthalle des Fliegerhorstes Alt-Lönnewitz (heute Gewerbegebiet Flugplatz Lönnewitz) | Die Werfthalle entstand Anfang der 1940er Jahre mit der Errichtung eines Zweigbetriebes der Arado Flugzeugwerke, die hier Anfang der 1940er Jahre mit der Arado Ar 234 den ersten einsatzfähigen strahlgetriebenen Bomber der Welt fertigten. | Werfthalle des Fliegerhorstes Alt-Lönnewitz (heute Gewerbegebiet Flugplatz Lönnewitz) |
| 09135286                         | Hauptstraße 5 (Lage)       | Wohnstallhaus                                                                         | Das Wohnstallhaus wurde in der zweiten Hälfte des 18. Jahrhunderts errichtet. Es ist ein zweigeschossiges Fachwerkhaus mit einem Krüppelwalmdach.                                                                                             | Wohnstallhaus                                                                         |

### Rehfeld
| ID-Nr.                           | Lage                   | Bezeichnung | Beschreibung | Bild               |
| -------------------------------- | ---------------------- | ----------- | --- | ------------------ |
| 09135588                         | Lindenstraße (Lage)    | Dorfkirche  | Die heutige Kirche wurde 1910 errichtet, es gab drei Vorgängerbauten. Es ist ein verputzter Bau mit einem breiten gedrungenen Turm. Die Kirche hat ein Walmdach, der Turm eine geschweifte Haube mit einer Laterne. Der Kanzelaltar ist aus der Bauzeit. Der Taufstein wurde um 1300 erstellt und besteht aus Sandstein. | weitere Bilder     |
| 09135906 Teilobjekt zu: 09135588 | Lindenstraße ()        | Glocke      | | ein Bild hochladen |
| 09135907 Teilobjekt zu: 09135588 | Lindenstraße ()        | Glocke      | | ein Bild hochladen |
| 09135536                         | Lindenstraße 28 (Lage) | Wohnhaus    | Das Wohnhaus gehört zum Hof eines Vollbauern. Erbaut wurde es im Jahre 1728. Es ist ein zweigeschossiges Fachwerkhaus mit einem Walmdach. | Wohnhaus           |

### Schmerkendorf
| ID-Nr.                           | Lage                  | Bezeichnung                    | Beschreibung | Bild                           |
| -------------------------------- | --------------------- | ------------------------------ | --- | ------------------------------ |
| 09135238                         | Hauptstraße (Lage)    | Dorfkirche                     | Der Ursprung der evangelischen Kirche ist unbekannt, sie stammt aber wahrscheinlich aus dem 14. Jahrhundert. Seitdem wurde die Kirche mehrfach umgebaut. Die Ausstattung im Inneren ist barock geprägt. | weitere Bilder                 |
| 09135910 Teilobjekt zu: 09135238 | Hauptstraße ()        | Glocke                         | | ein Bild hochladen             |
| 09135911 Teilobjekt zu: 09135238 | Hauptstraße ()        | Glocke                         | | ein Bild hochladen             |
| 09135912 Teilobjekt zu: 09135238 | Hauptstraße ()        | Glocke                         | | ein Bild hochladen             |
| 09135913 Teilobjekt zu: 09135238 | Hauptstraße ()        | Glocke                         | | ein Bild hochladen             |
| 09135304                         | Hauptstraße 26 (Lage) | Gemeindehaus (altes Pfarrhaus) | Das alte Pfarrhaus wurde von 1613 bis 1618 erbaut. Es ist ein zweigeschossiges Haus, das zweite Geschoss ist aus Fachwerk erbaut. Heute ist in dem Haus ein Archiv und das Heimatmuseum.                | Gemeindehaus (altes Pfarrhaus) |